# Sphaeropsis candollei
Sphaeropsis candollei är en svampart som beskrevs av Sacc. 1880. Sphaeropsis candollei ingår i släktet Sphaeropsis, divisionen sporsäcksvampar och riket svampar.   Inga underarter finns listade i Catalogue of Life.